# 日本の古瓦
日本の古瓦（にほんのこがわら）では、日本の古代から近世までの瓦について解説する。日本の瓦は飛鳥時代からの歴史を持つが、そのほとんどの期間において寺院などの宗教施設か、宮殿、官衙、城などの政治拠点で限定的に使用されてきた。また、多くの建造物が木造である日本では、建築の遺構を発掘しても建物そのものが出土することは非常にまれで、瓦や礎石などが主な調査対象となる。こうしたことから古瓦を調査研究することは歴史考古学や建築史の分野で重要な意味を持つと考えられている。

## 瓦にまつわる用語
一般的に瓦は素材や形状などで分類されるが、日本の古瓦においては素材は粘土を焼成した粘土瓦であることがほとんどで、近世になり金属や石で代用する例が現れる。また、形状については本瓦がほぼ全てで、桟瓦が発明されるのは17世紀後半になる。本記事でも特記ない場合は、粘土製の本瓦について記述する。

### 本瓦の部分名称
本瓦とは、緩やかに湾曲する凹面を上向きにした平瓦と、半径の小さな曲面の凸面を上向きにした丸瓦の二種を交互に重ね合わせる瓦である。また、軒先に使用される瓦は瓦当（がとう）と呼ばれる部位が付けられ、それぞれ軒平瓦、軒丸瓦と呼び、両者を合わせて軒先瓦ともいう。
上記の名称は建築史家の足立康によって提唱された学術的名称だが、古文書などに記され古来から使用される歴史的名称を用いる事もある。その場合は、平瓦は女瓦（めがわら）、丸瓦は男瓦（おがわら）、軒平瓦は宇瓦（のきがわら）、軒丸瓦は鐙瓦（あぶみがわら）と呼ぶ。この二種類の呼び名は昭和初期に名称論争にもなったが統一されることなく、2010年代に至ってもどちらの名称を用いるかで研究者を二分している。本記事では学術的名称で統一する。
平瓦は曲面を持つ二つの端部に長短がある。長い方を広端（こうたん）、短い方を狭端（きょうたん）と呼び、広端が水上で狭端が水下とするのが一般的である。丸瓦には継ぎ目部分に段差(この部位を玉縁（たまぶち）という)がある玉縁式（たまぶちしき、有段式ともいう）と、段差がない行基式（ぎょうきしき、無段式ともいう）がある。多くの瓦は玉縁式で、玉縁部の成型法によっても型式分類される。行基式の場合、上下で曲面の大きさが異なり、大きい方を広端、小さい方を狭端と呼び、広端が水下、狭端が水上となる。
それ以外にも鬼瓦や鴟尾に代表される多種多様な役瓦（道具瓦ともいう）がある。

平瓦（女瓦）
丸瓦（男瓦）
軒平瓦（宇瓦）
軒丸瓦（鐙瓦）
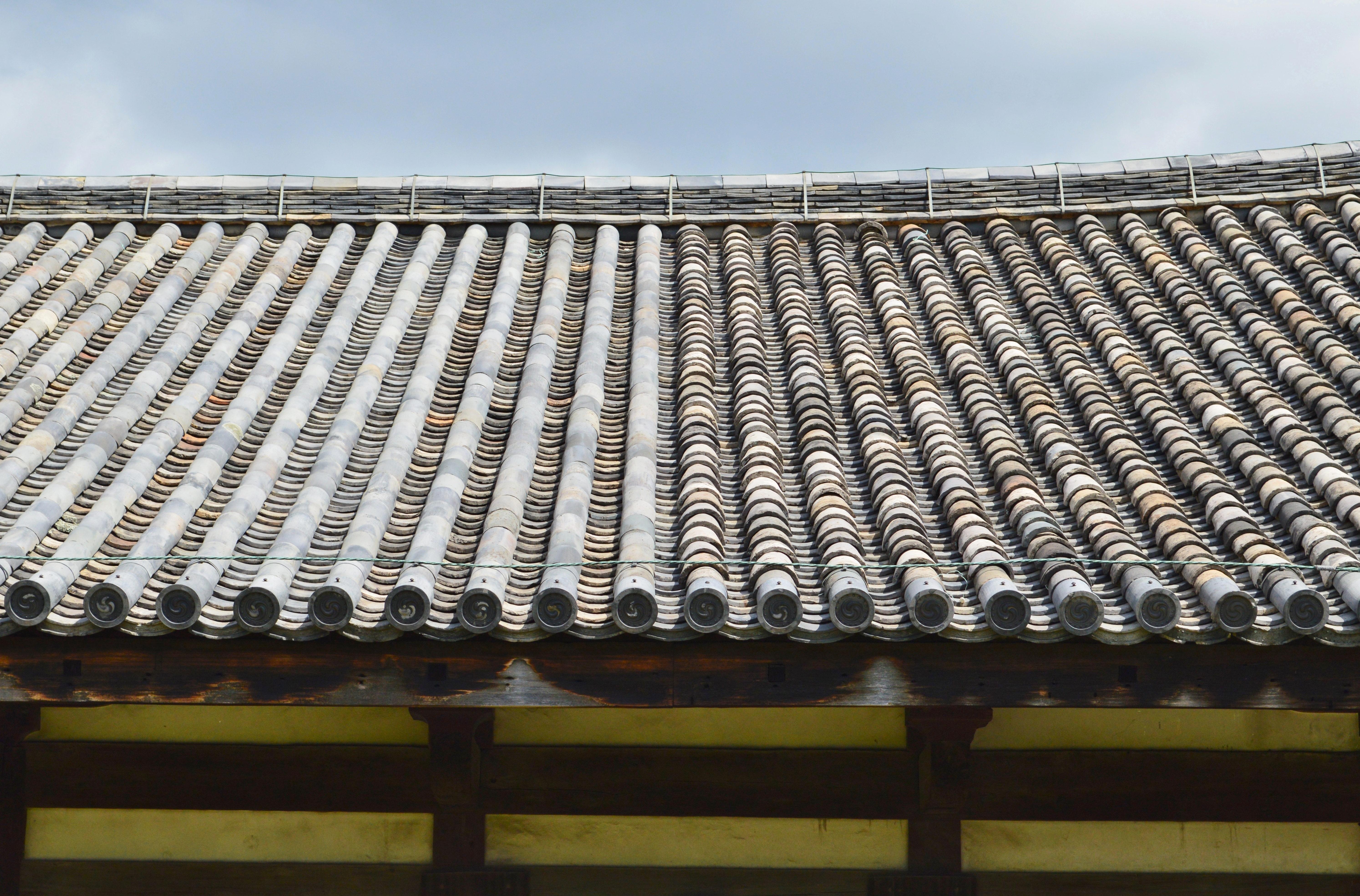
左が玉縁式、右が行基式（元興寺）
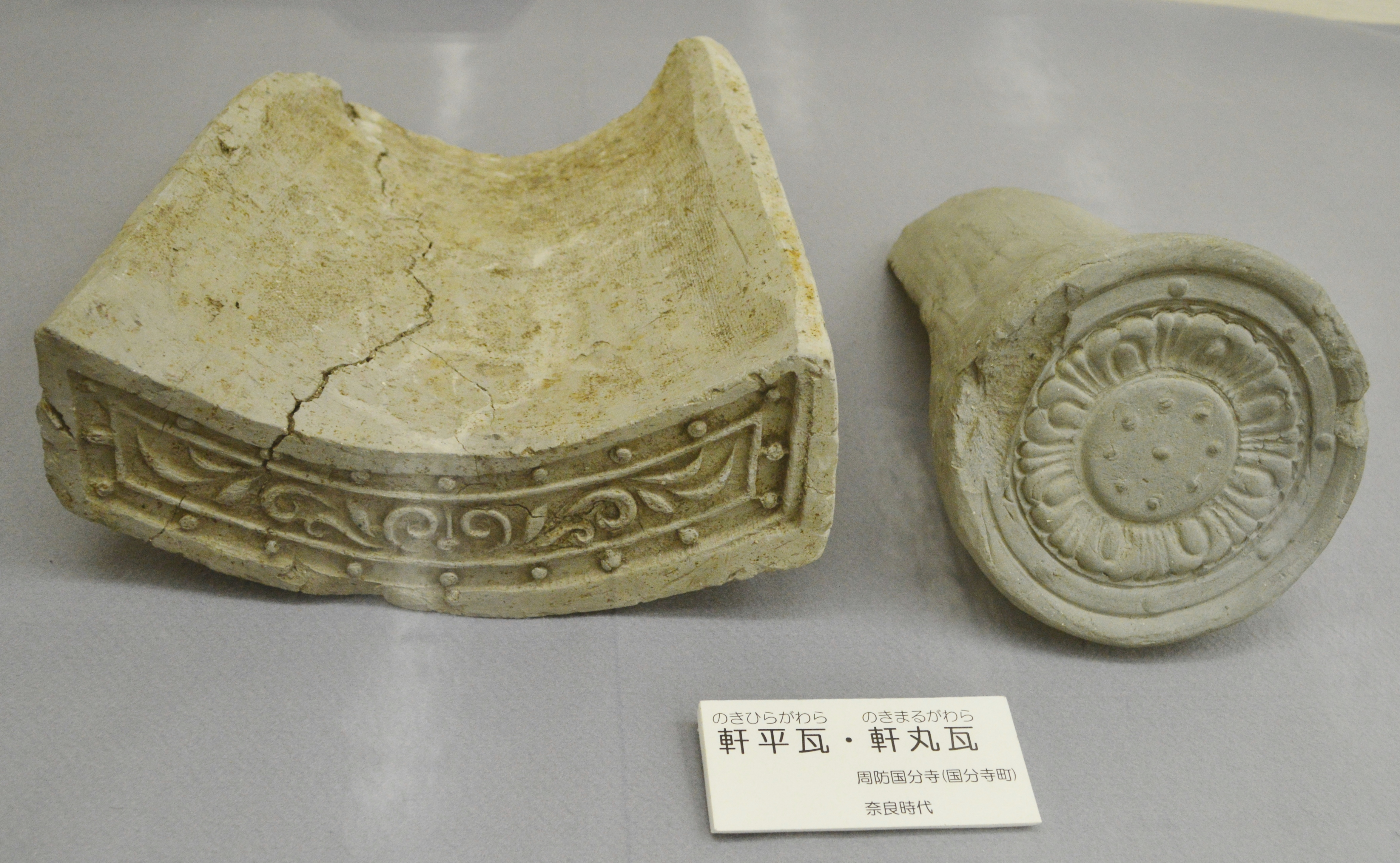
軒平瓦・軒丸瓦の瓦当（周防国分寺出土）
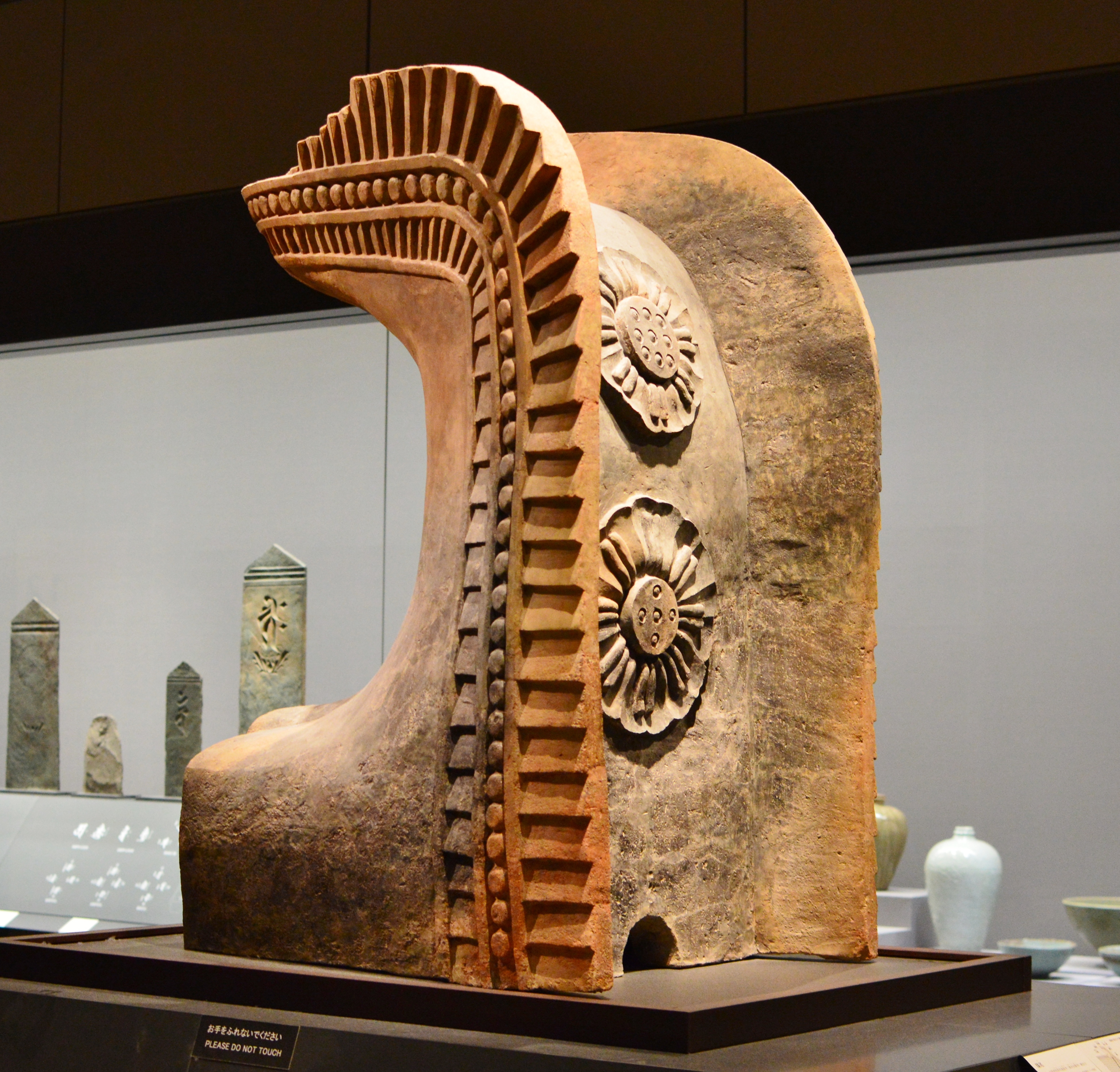
鴟尾（高井田廃寺跡出土）

### 瓦当

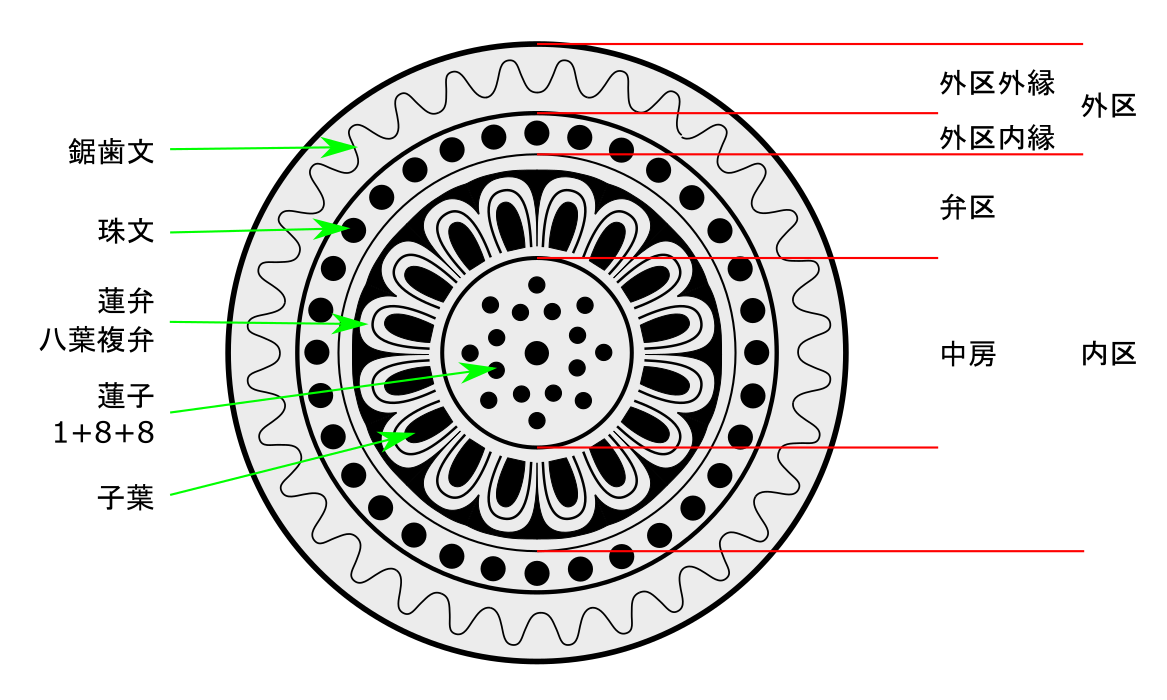
軒丸瓦の瓦当文様の部分名称

瓦当部には瓦当文様が施されるが、多くは笵と呼ばれる木型によって成形される。また同じ笵を用いた瓦は同笵瓦という。古代の瓦当文様は蓮華文が主流である。蓮華文の中心にある「中房」とその周りの花弁のある「弁区」を合わせて「内区」と呼び、その外側の文様部分を「外区」と呼ぶ。中房には「蓮子」（れんし）を置くが、その個数によって「1+8」などと表記する。蓮花は子葉の無い「素弁」、子葉がある「単弁」、子葉が複数ある「複弁」がある。蓮弁の間から覗く花弁は「間弁」という。外区の文様が二重の場合はそれぞれ「内縁」「外縁」といい、施される文様は「鋸歯文」「珠文」「雷文」などという。以上の組み合わせが瓦当文様の基本的な名称となるが、類似する文様は「○○式」あるいは「○○系」などと分類されてきた。こうした類似する瓦当文様を造営氏族に関係付けて造営氏族の勢力圏を表すという説もある。瓦当文様は6世紀末では素弁蓮華文が主流であったが、7世紀中頃に単弁蓮華文、続いて複弁蓮華文に変化し、12世紀頃からは巴文が主流となる。

## 古瓦の研究史
古瓦を通して過去に存在した建築を考察する試みは近世に遡る。本居宣長は檜隈寺跡を訪問し発見した瓦について「いづれも布目などつきて古代のものと見たり」と『菅笠日記』に記している。近世には古瓦を硯にする事が流行し、そうした好事家の関心にこたえて藤貞幹や松平定信、法金剛院の宝静誉淳らが瓦の拓本を蒐集して図録を作成した。特に誉淳が1827年から作成した『古瓦譜』は畿内で600点以上の拓本を蒐集し、瓦当文様に着目したうえで編年を試みている。
瓦の編年を体系化したのは関野貞である。関野は「古瓦模様沿革考」を『建築雑誌』に連載後、1928年に『考古学講座第5巻 瓦』を刊行し、徹底した資料の収集と分析を行い、寺院の文献資料などと照らし合わせて編年を行った。石田茂作は1936年に著した『飛鳥時代寺院址の研究』で、いわゆる「引き算」によって型式分類する手法を叙述した。また藤沢一夫は1941年の『摂河泉出土古瓦の研究』で瓦当文様を内区と外区に分けて分類する手法を提唱した。
戦後になると数多くの発掘調査が行われるようになり、研究の基礎資料が蓄積されていく。編年研究は同笵瓦における笵の摩耗や笵傷（はんきず）の進行、笵の彫直しなどを観察したり、文様は模倣を繰り返すことで形式化するという概念により相対年代を判別する、あるいは製作方法の変遷を追うなど手法により詳細な編年が試みられ、古代寺院の研究で成果を上げている。たとえば639年創建の百済大寺の所在地は長年不明とされてきたが、吉備池廃寺から出土した瓦の瓦当文様により当地が有力視されている。また笵傷の進行により薬師寺の造営は、まず金堂から始まり、東塔、中門、回廊、西塔の順で行われたことも判明した。ただし、こうした編年研究に問題が無いわけではなく、特に地方においてはこれに当てはまらない事例も報告されており課題となっている。
以上のように古瓦の研究は型式分類と編年が最重要課題とされてきたが、研究の進展によって地域間交流や系統論、生産論、流通論にも範囲が広がりつつある。一例として八賀晋や鬼頭清明、菱田哲郎などにより、瓦当文様の分布から歴史的背景を読み取ろうとする研究や、小林行雄や大川清などの造瓦技法の復元や瓦工集団の研究などが挙げられる。

## 古瓦の変遷

### 古代の瓦

#### 瓦の伝来
| 素弁蓮華文（飛鳥時代：6世紀末葉-7世紀前半頃）                                                                      |
| - 飛鳥寺 （飛鳥寺式花組） - 飛鳥寺 （飛鳥寺式星組） - 船橋廃寺 （船橋廃寺式） - 奥山久米寺 （高句麗様式） - 坂田寺 |
| 単弁蓮華文（白鳳時代前半：7世紀中葉頃）                                                                            |
| - 吉備池廃寺 （百済大寺式） - 木之本廃寺 - 山田寺 （山田寺式） - 坂田寺                                            |
| 複弁蓮華文（白鳳時代後半以降：7世紀後半以降）                                                                      |
| - 川原寺 （川原寺式） - 藤原宮大極殿 （藤原宮式） - 平城宮第一次大極殿 （平城宮第I期） - 平安宮豊楽殿 （緑釉軒瓦） |

日本を含む東アジアにおいて瓦の出現は中国の西周時代と考えられる。朝鮮半島には4世紀前半の高句麗に伝わったのが最も早く漢代や楽浪郡の影響がみられる。やや遅れて4世紀後半に百済で瓦製作が始まるが、初期には楽浪郡や北魏、6世紀頃からは南朝梁の影響がみられる。新羅においては仏教が公認された5世紀前半から造瓦が始まり、高句麗、百済、南朝梁の影響がみられる。
日本への瓦作りの技術の伝来については、仏教公伝と共に百済からもたらされたとするのが通説である。『日本書紀』や『元興寺伽藍縁起幷流記資財帳』には、587年に発願した法興寺の造営に際し、日本からの求めに応じて百済の威徳王が技術者集団を派遣し、その中に瓦博士（瓦師）4名が含まれていたとあり、法興寺から出土品する瓦も瓦当文様などが扶余のものと共通点が多くこれを裏付けている。彼らは単なる技術者ではなく、職人集団を育成する指導者でもあった。法興寺の創建瓦からは当時の須恵器製作に用いられる道具が使用された痕跡があり、須恵器の工人集団が瓦工として訓練を受けていたと考えられている。法興寺で用いられた瓦は瓦当文様から「花組」「星組」と通称される2種類が確認されており、花組は行基式の赤瓦、星組は玉縁式の黒瓦であるなど、製作技術も異なる点が多く、瓦工集団には二つの流派があったと考えられている。なお訓練を受けた瓦工集団はその後、花組は立部寺、檜隈寺、坂田寺の造営に、星組は豊浦寺、斑鳩寺の造営に関わったことが瓦当文様の研究から分かっている。
ただし、上記より先行して別ルートで九州に伝来していた可能性を指摘する説もある。筑前の神ノ前窯で出土した瓦は那珂遺跡で用いられたことが分かっており、制作方法は須恵器と共通する部分が多く、共伴する器から6世紀末の製作と考えられている。法興寺の瓦と比べて新旧は定かではないが、瓦当文様は無く、技術的にも瓦と異なることから、何らかの理由で大陸の瓦を見聞し、その情報をもとに国内の職人が真似て作ったものと考えられており、後世の瓦作りにも影響を与えなかったと考えられている。
また記録には残されていない別の瓦工集団も渡来したと考えられている。前述の花組、星組とその系統は瓦工の出身地から百済系とも言われるが、豊浦寺で用いられた冬組と称される有稜素弁八葉蓮華文は高句麗系、短い花弁の中央に軸を有する有稜素弁六葉蓮華文は古新羅系と呼ばれ、斑鳩寺などで用いられた忍冬文を配する忍冬蓮華文は統一新羅あるいは高句麗との関連が指摘されている。

#### 瓦の発展

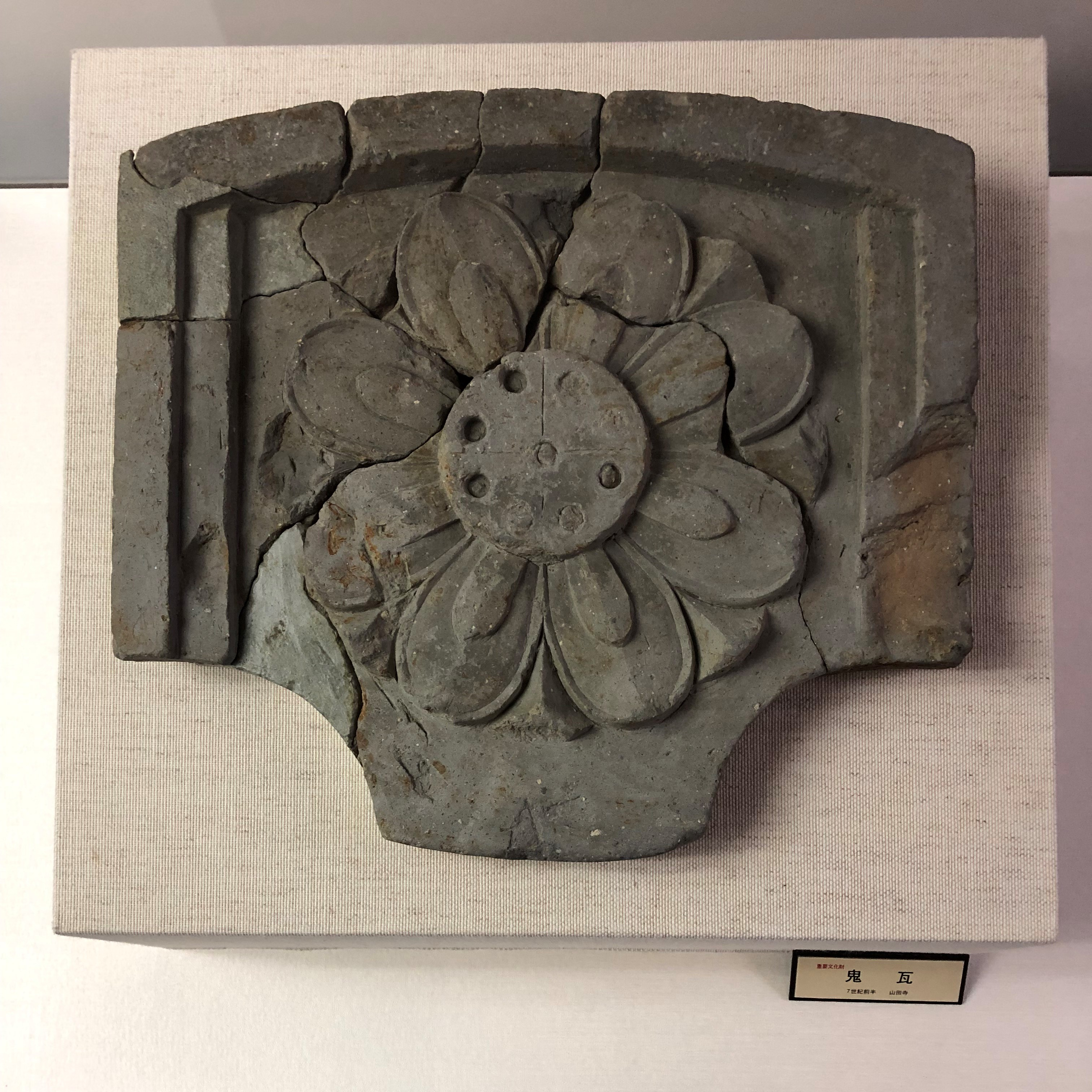
蓮華文鬼瓦（山田寺）

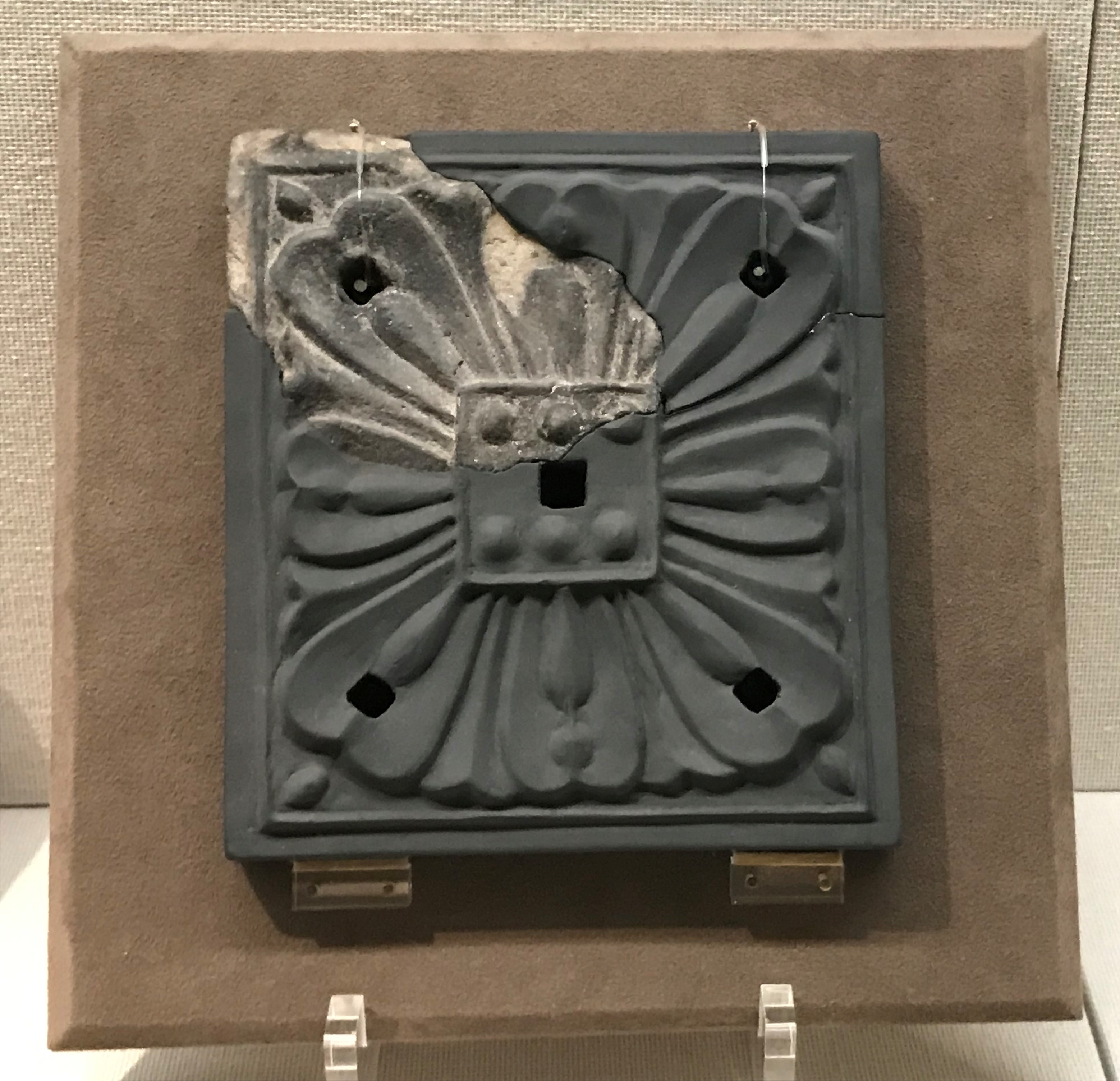
垂木先瓦（楢池廃寺）

607年頃の創建と考えられる斑鳩寺では新たに軒平瓦が創作されている。瓦当文様は忍冬をあしらった唐草文で、平坦に成型した瓦当を手彫りして作られているが、間もなく型押しに進化している。平瓦に手彫りで瓦当文様を彫った軒平瓦は中国大陸や朝鮮半島に類例がなく日本独自で発生したものと考えられており、それ以前は軒先にも瓦当のない平瓦が葺かれていたと考えられている。その後、7世紀中頃に軒平瓦を成形する際に、回転させながら溝を彫る重弧文が広く用いられ、7世紀前半に発生していた笵で唐草文をつける方式が7世紀末に主流となり、中世にいたるまで続く。
639年創建の百済大寺では軒丸瓦の瓦当文様の外縁に円形ラインを配した重圏文縁と、花弁に子葉を重ねた単弁が発生した。重圏文縁八葉単弁蓮華文と呼ばれるこのタイプは641年から造営された山田寺に因んで山田寺式といわれるが、日本の各地に広く分布していることが特徴で、畿内から直接あるいは二次的に広がったと考えられており、古代地方寺院の成立の手がかりと考えられている。
7世紀中頃に創建されたと考えられる川原寺では、外縁に鋸の歯のような文様を配する鋸歯文縁と、子葉が二つある複弁が発生した。この鋸歯文縁八葉複弁蓮華文は川原寺式と呼ばれ、全国に広がった。伊勢国額田廃寺や筑紫国観世音寺からは川原寺と同じ工房で作られた瓦が直接運ばれたと考えられ、山背国高麗寺では同笵であるが制作方法が異なる瓦が出土しており、笵だけが流通したものと考えられる。同様に同笵で異なる制作方法で作られた瓦が近江国南滋賀廃寺などから出土しているが、こちらの方が川原寺よりも古く、川原寺式は近江で発生したとする研究者もいる。このように川原寺式が全国に広がった理由は定かではないが、八賀晋の「壬申の乱で大海人皇子に味方した勢力に許された瓦当文様」とする説は著名である。これ以降、複弁蓮華文は多くのバリエーションが生まれ、奈良時代まで主流な瓦当文様となる。
古代寺院特有の瓦として鴟尾がある。鴟尾は法興寺からも発掘されており、瓦の伝来と同時に伝わったと考えられる。奈良時代には瓦製ではなく金銅製に変わったと考えられ出土例が少なく、平安時代以降には鴟尾は姿を消す。鬼瓦も瓦伝来と同時に伝わるが、初期は蓮華文で「華形」と呼称されていたと考えられる。これが邪鬼文に変化するのは8世紀頃で、統一新羅からの影響が指摘されている。屋根を支える木部を雨から保護するために用いられたのが垂木先瓦や桁先瓦などである。垂木先瓦は金銅製に、桁先瓦は懸魚に移り変わって姿を消したと考えられる。また後述する宮殿や薬師寺や興福寺など平城京内の寺院では釉薬瓦が用いられることもあった。
天智天皇は667年に近江に遷都するが、この時代この地域に限定して見られる特異な瓦がある。本瓦と構成は同じであるが、通常は緩やかな曲線を描く平瓦は平たく端部が垂直に立ち上がる凹型、それに被せられる丸瓦の断面も角ばった方形で、方形瓦と呼ばれる。これらは南滋賀廃寺や穴太廃寺で出土し、瓦当文様も通常の真上からみた蓮華を意匠化した蓮華文ではなく、横から見た蓮華を意匠化した側視形蓮華文である。この瓦は中国大陸や朝鮮半島に類型がなく、なせ限られた期間、限られた地域に現れたのか分かっていない。

#### 寺院以外への波及

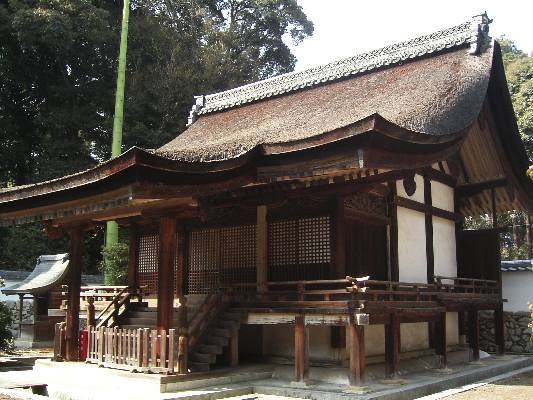
甍棟（園城寺新羅善神堂）

694年に遷都した藤原京に営まれた藤原宮は、初めて宮殿に瓦が葺かれた例である。この際に使用された瓦は畿内周辺の複数の窯で作られたことが分かっており、その制作方法などから瓦の生産体制について考察が行われている。これ以降は宮殿に瓦が葺かれることが定着するが、『続日本紀』によると平城宮の東院玉殿には瑠璃瓦が葺かれたとに記され、平安宮では大極殿などの中枢建物には緑色の釉薬をかけた瓦が使われていた事が出土品から分かっており、釉薬瓦が朝廷の権威を象徴するために用いられたと考えられている。なお釉薬瓦は全面ではなく軒先や棟など屋根を縁取る部位に使われたと考えられている。また総瓦葺とされたのは政庁のみで、居住スペースであった内裏は檜皮葺で、棟が甍棟であったと考えられる。
貴族の邸宅においては奈良時代と平安時代では様相が異なる。『続日本紀』によると724年の太政官奏に「都を壮麗にするために五位以上の貴族、可能であれば庶民も瓦葺、朱塗り、漆喰仕上げの建物にするよう」と瓦葺が奨励されており、長屋王邸宅には発掘調査から総瓦葺の建物があったことが分かっている。平安時代では『伴大納言絵詞』などで描かれる高級貴族の邸宅は檜皮葺に甍棟で描かれており、発掘調査でもこれが裏付けられている。『延喜式』巻34では建物の規模に対して棟に載せる瓦の量を規定しており、建物の規模に応じて格付けをする目的で棟の瓦を高く積んでいたと考えられる。

#### 地方への広がり
7世紀頃に地方豪族による氏寺創建に伴い瓦も広がっていく。造瓦技術は中央から広まるルートの他に、那珂川町浄法寺廃寺の南朝系古新羅瓦、常陸太田市薬谷廃寺の高句麗系瓦、府中市京所廃寺の統一新羅系瓦など、持統期の渡来人移配などにより直接技術がもたらされた可能性が指摘されている。奈良時代に国分寺や国衙などで瓦が用いられていくが、その研究によって武蔵国分寺では造瓦体制や税制、多賀城では中央集権国家の地方展開、山陽道の駅家制度などの考察が行われている。なお国衙で瓦葺きとされたのは、政庁よりも正倉などの特に重要な倉庫が多かったと考えられている。

### 中世の瓦

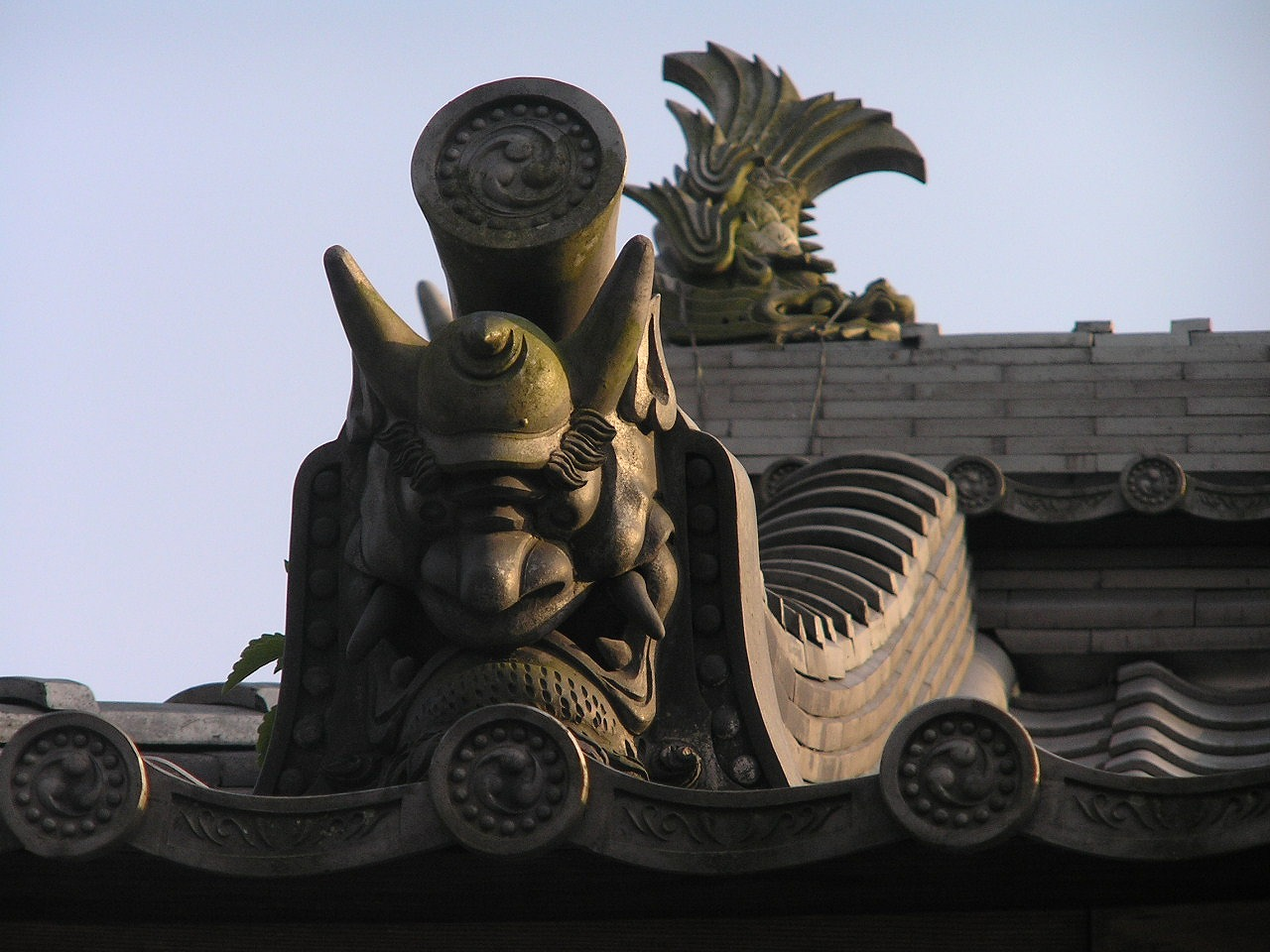
鬼瓦とその上に載る鳥衾（浄土寺）

中世では南都焼討からの復興で瓦需要が急増する。東大寺は備前国などから瓦を搬入するが、興福寺は大和国の瓦工に製作をさせ、彼らが大和の瓦生産を主導するようになる。鎌倉時代に至り軒丸瓦の瓦当文様は、蓮華文はほぼ姿を消して三巴文が主流になり近世に至る。軒平瓦の瓦当文様は平安末期に成立した剣頭文が流行するが、それも時代を追って下向陰刻剣頭文から下向陽刻剣頭文、上向陽刻剣頭文へと変化する。
また中世では瓦は様々な改良が行われるようになる。重源による東大寺再建などで用いられた軒平瓦には裏面に瓦座に引っ掛けるための突起がある。14世紀後半から15世紀中頃にかけて、掛（かかり）の瓦（滑り留め瓦ともいう）が登場する。掛の瓦とは、軒平瓦では瓦当部両端あるいは凹部側外縁に上方の突起が、軒丸瓦では丸瓦部の内側に突起を持つ瓦で、両者がかみ合うことで瓦がずれるのを防ぐ工夫と考えられる。中世に生まれた瓦はその他に鳥衾、雁振瓦、初源的な鯱瓦などがある。また室町時代には鬼瓦が笵で押したレリーフ状ものから、今日イメージされる立体的な造形に変化している。

### 織豊期の瓦

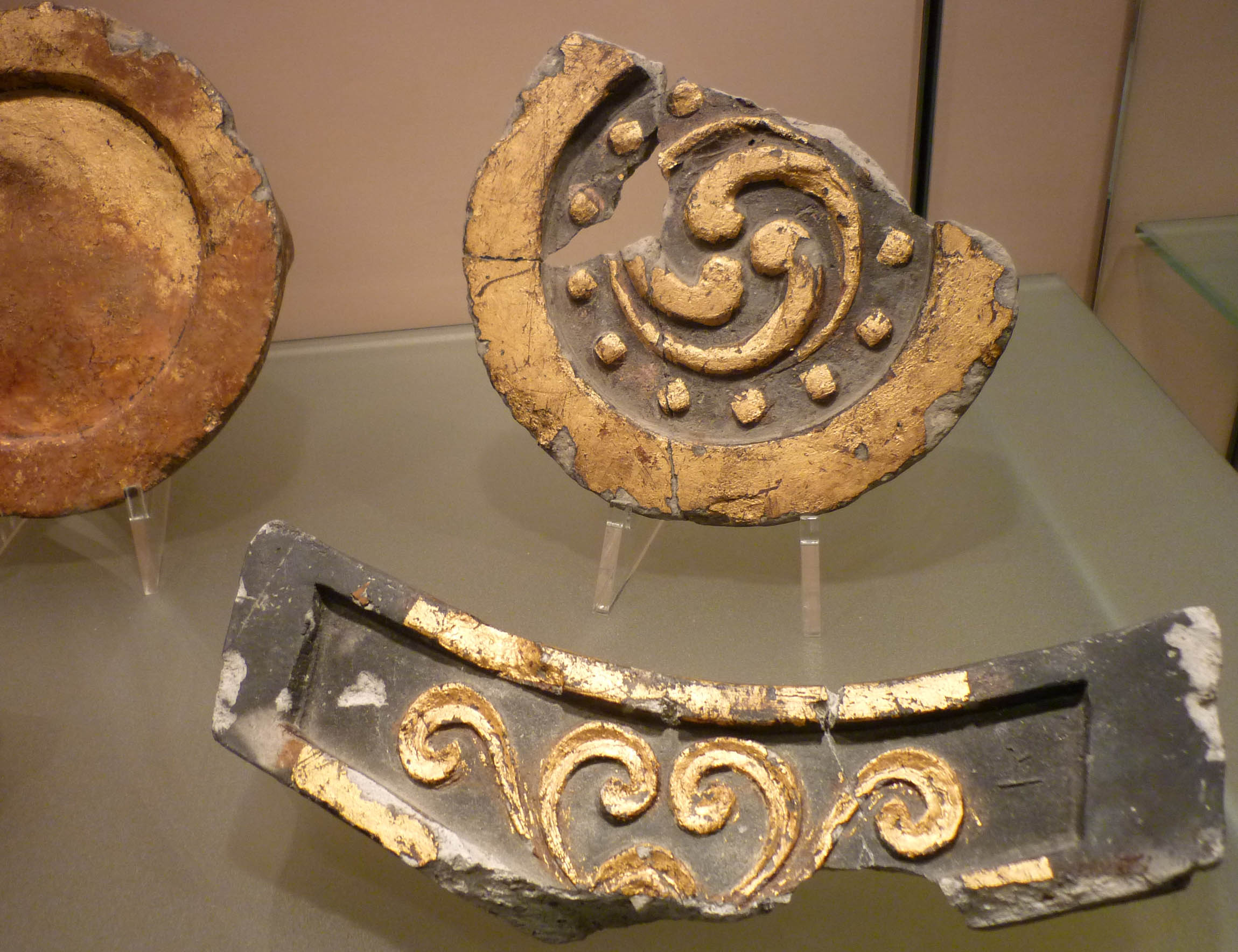
伏見城の金箔瓦

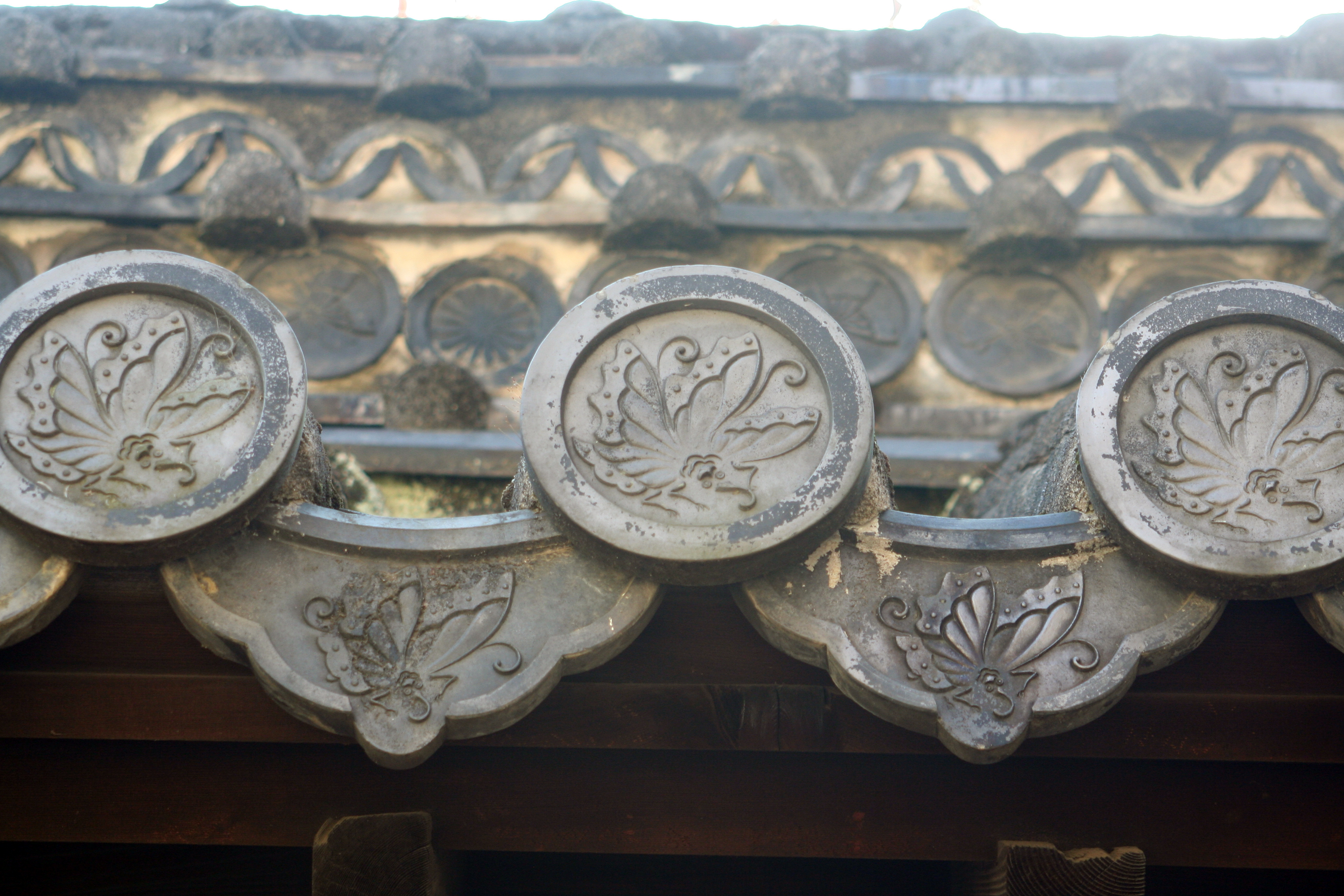
瓦当文様に池田家の家紋があしらわれた滴水瓦（姫路城）

織豊期（安土桃山時代）は瓦が大きな転換期であったので本記事では独立した時代として扱う。織豊期以降は大名の権威を誇示する目的で城に瓦が葺かれるようになり需要も急増する。城に瓦を葺く最も早い例は多聞山城とされるが、安土城の築城にあたり織田信長が一観に命じて城郭専用の瓦を作成させたことを契機に広く普及したと考えられる。
織豊期の瓦で特筆すべき点は金箔瓦である。金箔瓦の発生が安土城であるか否かは検討の余地があるが、これ以降の金箔瓦の起源は安土城にあると言える。技術的には金箔瓦は瓦当部に漆を塗って金箔を固着させたもので、安土城では瓦当文様の地になる部分に微細な金箔を撒く漆蒔技法、豊臣政権以降では瓦当文様自体に金箔が貼る箔押し技法が用いられた。金箔瓦は示威行為として採用されたと考えられ、豊臣秀吉は大坂城のほか関東を囲む要衝の城に用いている。近世では、山形城や仙台城などの一部大名の居城や、加賀藩前田家や徳島藩蜂須賀家などの江戸屋敷で使用された。また今日イメージされる鯱瓦の形状も安土城が初めてだと考えられている。
熊本城や姫路城など文禄・慶長の役に参加した大名の城には滴水瓦が採用された。記録には残されていないが、朝鮮半島出身者が関与していた可能性が指摘されている。また丸瓦の上下ジョイント部分などを漆喰で固定する手法もこの頃発生したと考えられる。

### 近世の瓦
近世初頭においても瓦は権威付けとして用いられ、江戸では大名でも使用が制限されてきた。しかし、1657年の明暦の大火後に幕府は「瓦葺屋根は国持大名でも控えるべし。ただし土蔵は許す」（『享保集成』）としたのを先鞭に防火対策として瓦屋根の使用を許すようになる。また一部の大名が軒丸瓦の瓦当に家紋を使用するようになる。家紋瓦を使う大名は限られており使用するには幕府の許可が必要であったと考えられているが、江戸時代後期には旗本や公家も使うようになる。
この頃、瓦の材質や製法が多様化する。燻し瓦は窯焼きの後工程で酸素を遮断し炭素を吸着させる瓦で城郭や寺院で用いられた。寒冷地では凍害対策として釉薬瓦が用いられ、鉄分の多い釉薬をかけた越前瓦や赤瓦が有名である。塩焼瓦は西三河で生まれたとされ、窯焼き中に塩を入れる事で瓦の表面に膜を作る瓦で色が赤褐色になる。これらはいわゆる地瓦の発生で、現代でも生産が続けられているものもある。またこの時期に生まれた瓦として輪違瓦、菊丸瓦、海鼠瓦などがある。
素材としては瓦状の木材に銅板や鉛板を巻いた金属瓦、石材を瓦状に加工した石瓦が現れる。銅瓦は駿府城、江戸城、日光東照宮など徳川家、鉛瓦は金沢城、瑞龍寺など前田家で用いられることが多く、石瓦は笏谷石を用いた丸岡城が著名である。

#### 町家への普及と桟瓦

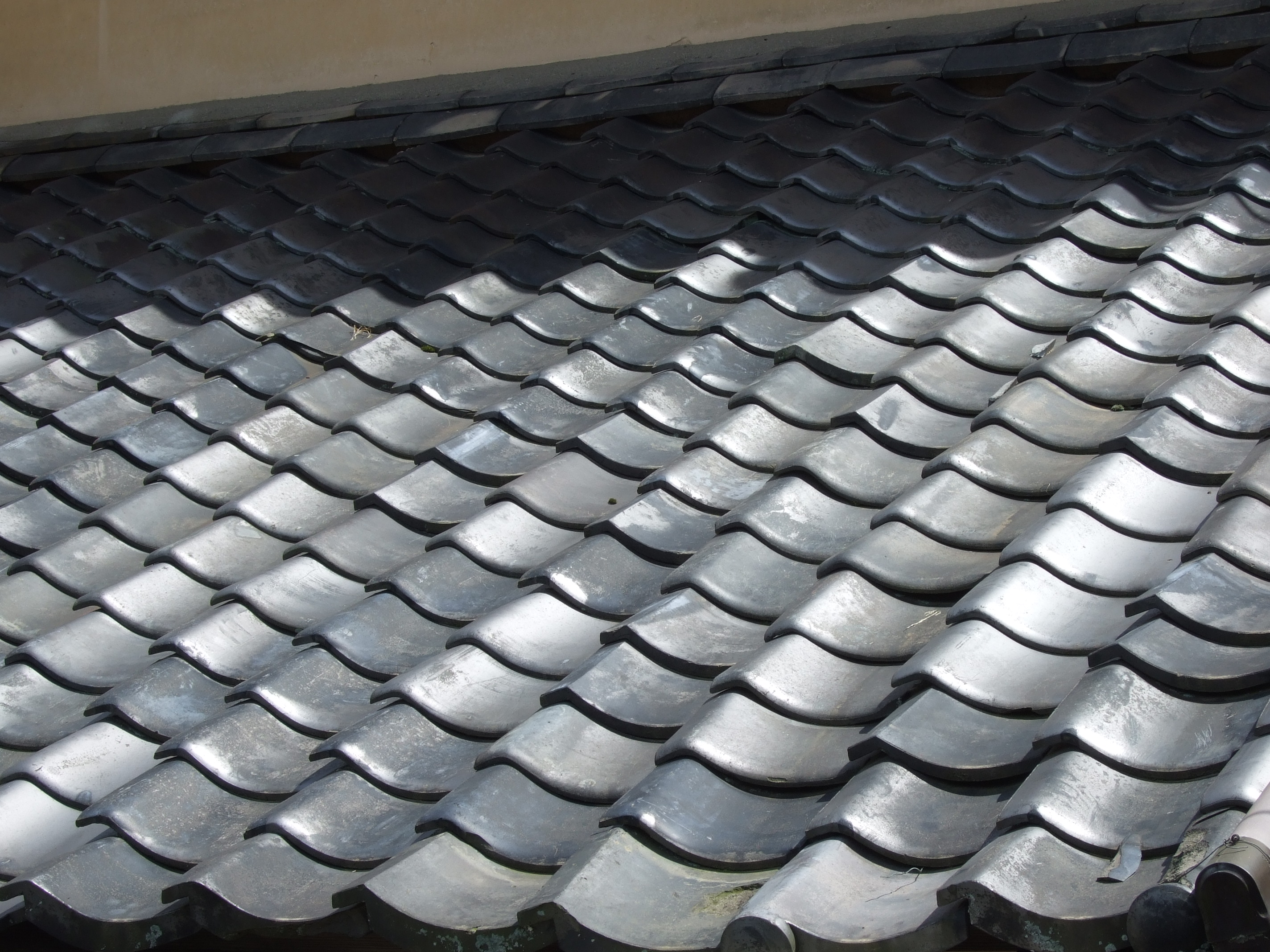
桟瓦

防火対策としての瓦はやがて町家にも普及する。16世紀中頃に描かれた洛中洛外図では板葺きであった町家も江戸時代の洛中洛外図では本瓦葺の土蔵が見られるようになる。徳川吉宗は「町中普請にあたり瓦屋根にすること苦しからず」として町家に瓦を葺くことを解禁し、瓦葺きなどの改築を行うと公役金の免除などがしばしば実施された。18世紀後半には町家に瓦が普及するようになるが、その要因の一つは桟瓦の発明である。桟瓦とは平瓦の側面に丸瓦に変わる縁が付くもので、軽量で安価に生産できた。桟瓦の出現について最も知られているのは西村平兵衛の発明とする説で、1674年に近江国園城寺の瓦工であった西村が火除け瓦を改良したと『西村由緒書』に記されている事による。別説としてモースはオランダの桟瓦との類似性を指摘している。桟瓦は町民のみならず番所などの簡易な城郭施設においても用いられるようになる。

## 制作方法の変遷
瓦の製作には、瓦用の胎土を作る工程、瓦の形に整える成形の工程、窯の中で焼く焼成の工程に分けられる。それぞれの工程にも時代ごとの特色があり、瓦当文様と組み合わせて型式分類が行われている。

### 成形方法

#### 平瓦

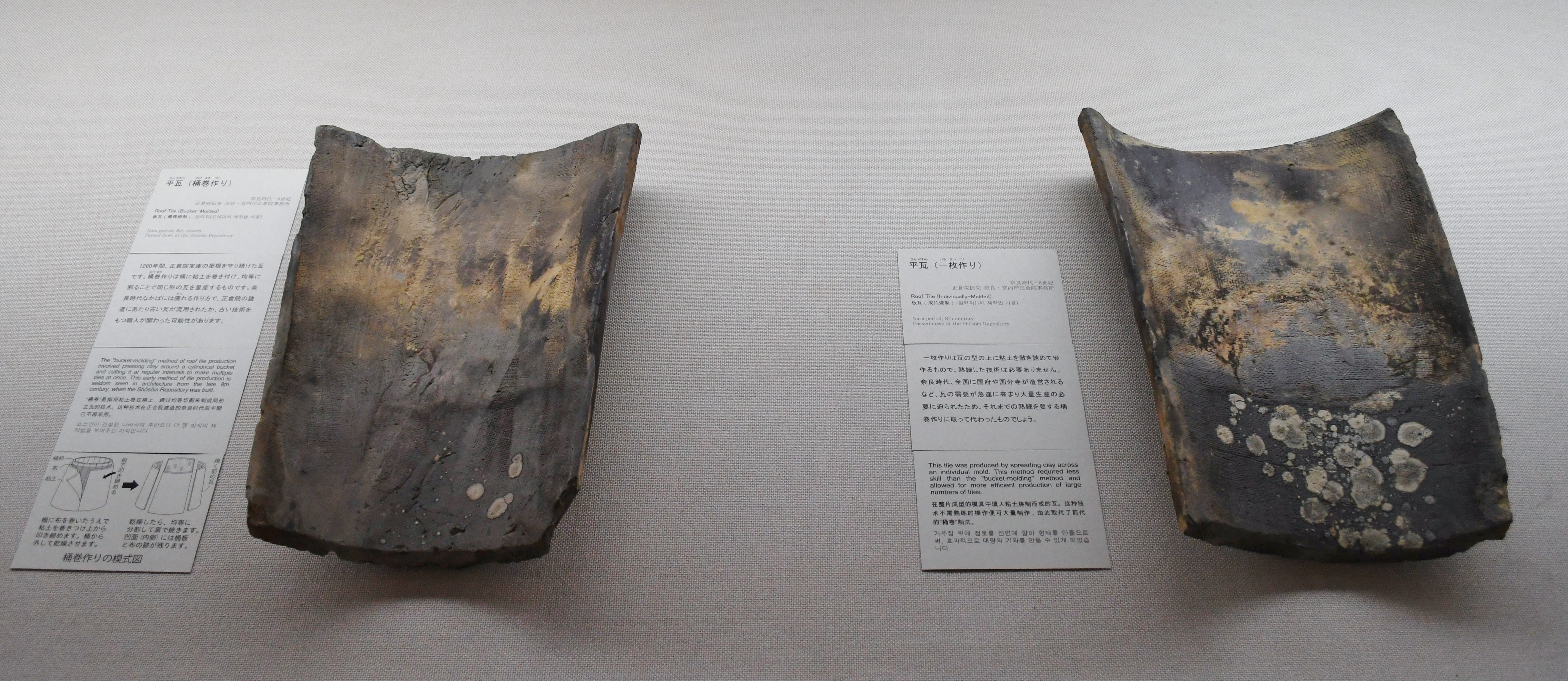
桶巻作り（左）・一枚作り（右）の平瓦
桶巻作りの瓦には桶の痕が認められる。

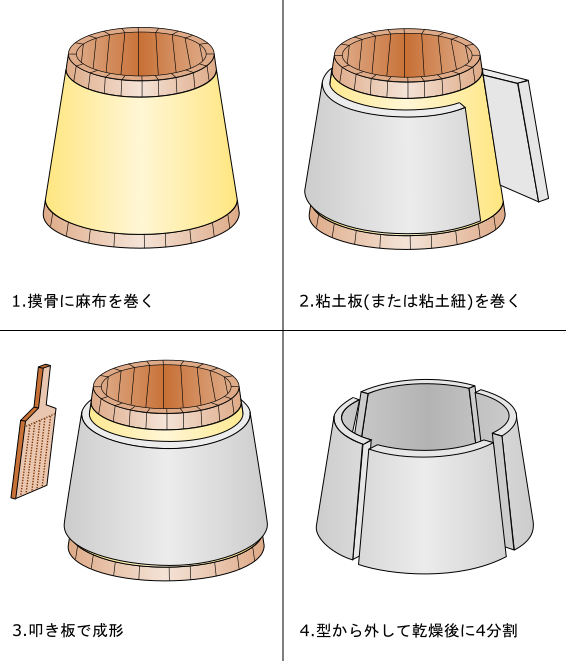
平瓦の成形(桶巻作り)

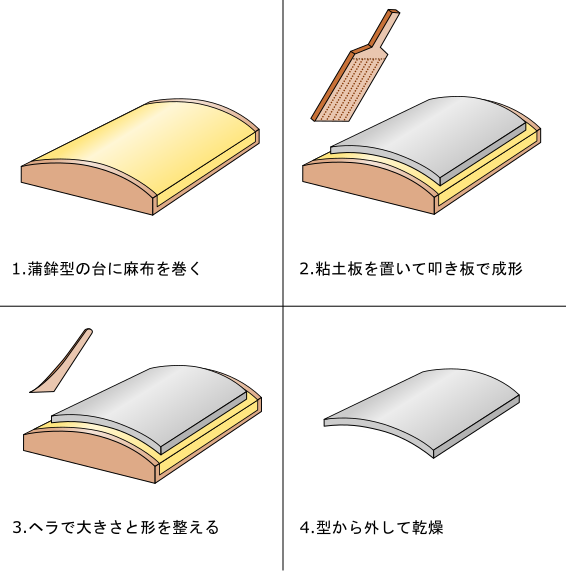
平瓦の成形(凸型台一枚作り)

平瓦作りには大きく、桶巻作りと一枚作りがある。桶巻作りは百済から伝来した成形方法で、朝鮮半島や沖縄では20世紀中頃までこの方法が伝わっていたが、日本では8世紀の平城京の造瓦で一枚作りが発生する。さらに一枚作りは古代では凸型台一枚作りであったが、中世になると凹型台一枚作りと凸型台四枚作りに発展。近世では凹型台一枚作りになったと考えられている。
桶巻作りは桶状の型（模骨という）の外面に、型離れを良くするために麻布を巻き、これに粘土板（もしくは粘土紐）を巻き付け、これを叩き具で整えて、4ないし3つに割って成形する方法である。こうした作業で製作された瓦は特徴として凸面には叩き板の跡、凹み面には布目が残るが、後世になるとヘラなどで整える傾向にある。類似する成形法として、桶型内巻作りがある。通常の平瓦は凹面に布目や圧痕、凸面に叩き目があるが、これが逆になっていることが特徴で、川原寺などから出土しているが類例は少ない。
凸型台一枚作りは凸型の成形台に粘土版を置き、叩き板で成形したうえで規定の寸法に整える方法。一本作りでも成形台から瓦を剥離しやすくするために布を用いていたが、13世紀～16世紀にかけて離れ砂を用いる手法に変化していく。この特徴より古代の瓦の事を布目瓦ともいう。また近世ごろから瓦当部には金雲母の粉末を用いることもあった。
平瓦の特徴として凸面に見られる叩き板の痕跡がある。叩き板は成型時に用いられる羽子板状の木製品で、表面に荒縄が付いていたり格子状の彫込みや時には文字が刻まれていたりする。こうした痕跡は瓦工の特徴の一つとなっている。

#### 軒平瓦
桶巻作りでの軒平瓦は、円筒形に成形した時点で粘土紐を巻き付けて回転して成形していたと考えられる。一枚作りになると成形台で整えた平瓦に瓦当部の粘土を継ぎ足して成形するが、11世紀後半ごろから平瓦端部を折り曲げる折り曲げ技法、平瓦の狭端部に粘土を加えて厚みをつくる顎貼り付け技法、別に作った瓦当部を接合する瓦当貼り付け技法が方法が現れる。こうした変化は地域差が強く、和泉や摂津では中世以降一貫して顎貼り付けであったが、大和、京都、鎌倉では13世紀中頃からで瓦当貼り付けであったのが16世紀から顎貼り付けに移行する。また顎の形状により、直線顎、段顎、曲線顎などとする分類もある。

#### 丸瓦

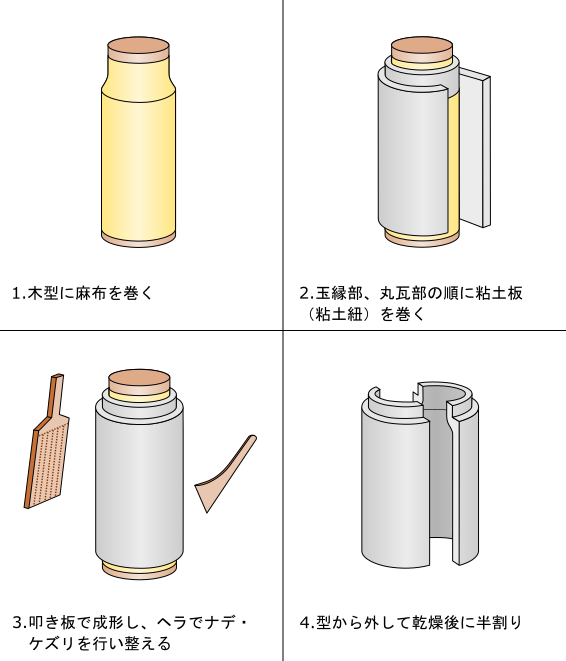
丸瓦の成形

丸瓦は円筒状の木型に、型離れを良くするための麻布を巻き、これに粘土板（もしくは粘土紐）を巻いて叩き板で成形したのちにヘラで入念に叩き目を調整して整えて、半分に割って成形する方法。木型は稀に桶状のこともあり、この場合は凹面に枠板痕が残る。成形方法に変化や特徴の少ない丸瓦であるが、玉縁部の成形方法は時代によって移り変わりがあり、古い方から、丸瓦部を木型で成形したのちに玉縁部を粘土紐で付け加えて回転させながら成形する方法、木型に玉縁部があり玉縁部・丸瓦部の順で別の粘土板を巻いていく方法、木型に玉縁部があり一枚の粘土板で成形したのちに玉縁部の肩を粘土紐から成形する方法、に変遷すると考えられている。

#### 軒丸瓦

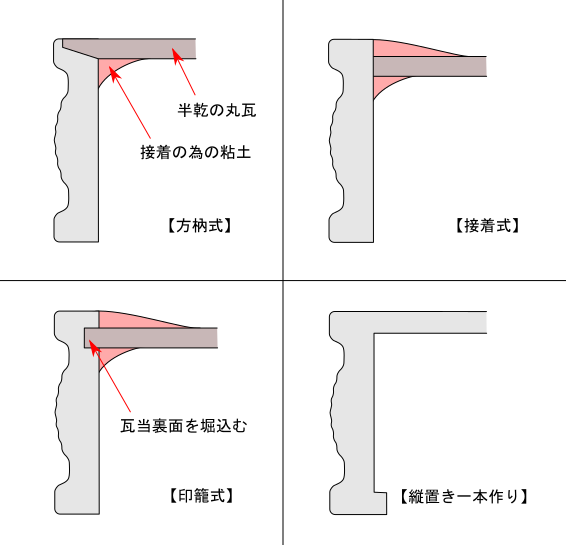
瓦当の接合

軒丸瓦は、円盤状の瓦当部を丸瓦に接着する接合式と、丸瓦部と瓦当部を一体で成形する一本作りがある。
接合式は古い製作法で、接合のさせ方により接着式、枘穴式、印籠式などと分類される。接合を強化する方法として8世紀以降は厚い瓦当裏面に大量の粘土で補強する手法が取られ、結果として接合部が瓦当中心に寄って行くという特徴がある。
一本作りは型により縦置き一本作りと横置き一本作りがある。縦置き一本作りは7世紀後半ごろに用いられた円柱形の型に粘土を巻き付けて円筒形の丸瓦部と瓦当部を一体で作った後に不要な丸瓦部を取り除き、瓦当部に笵をスタンプの様に押す方法。横置き一本作りは8世紀中頃から現れる瓦当部と半円筒が一体になった横向きの型に粘土を貼り付けて、瓦当部に笵をスタンプの様に押す方法である。縦置き型一本作りでは瓦当部裏面に布を袋状に絞ったような跡が残り、横置き型一本作りでは型からはみ出た布を折りたたんだ跡が残ることが多い。

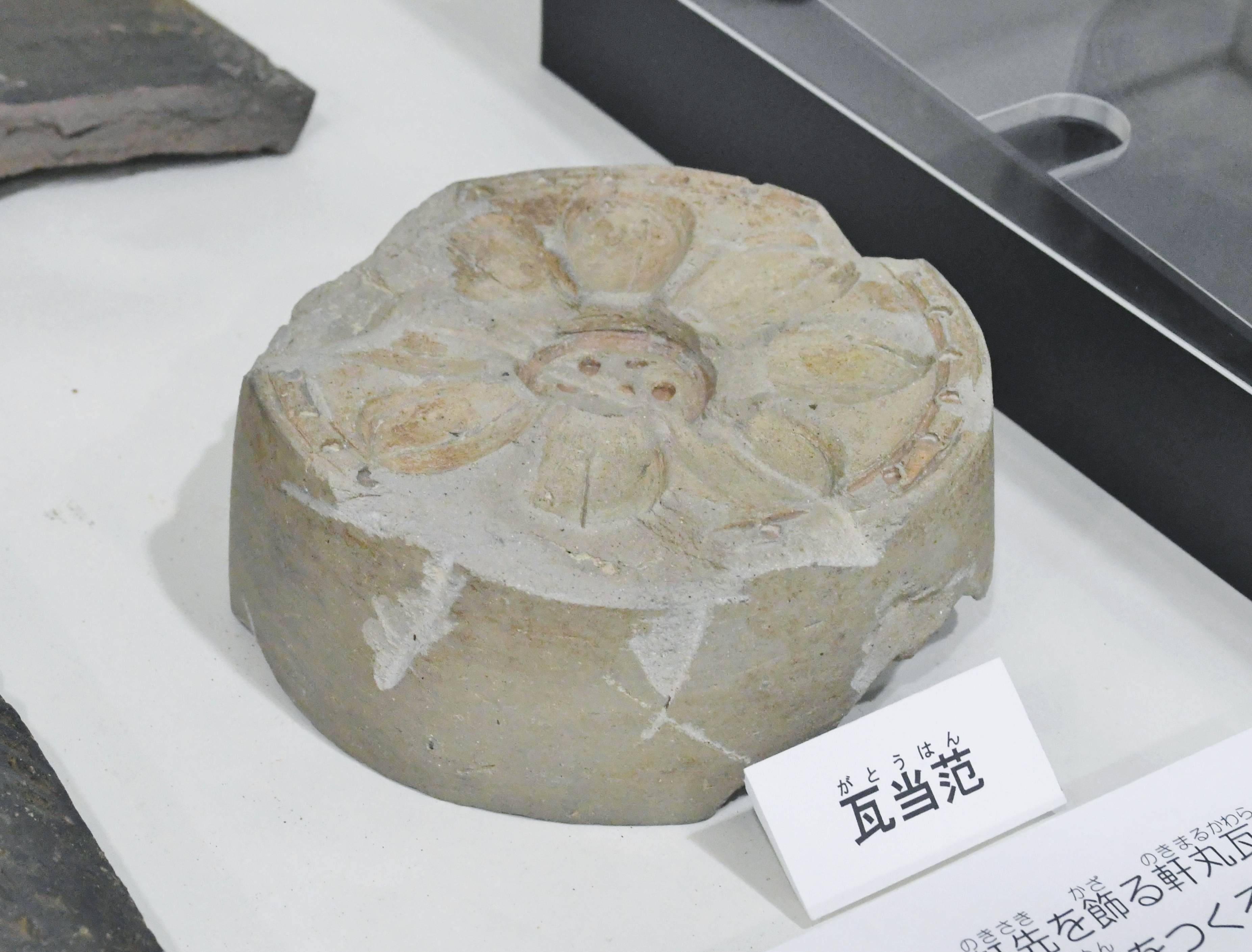
陶製瓦当笵 コジヤ遺跡（千葉県香取市）出土。

### 瓦窯

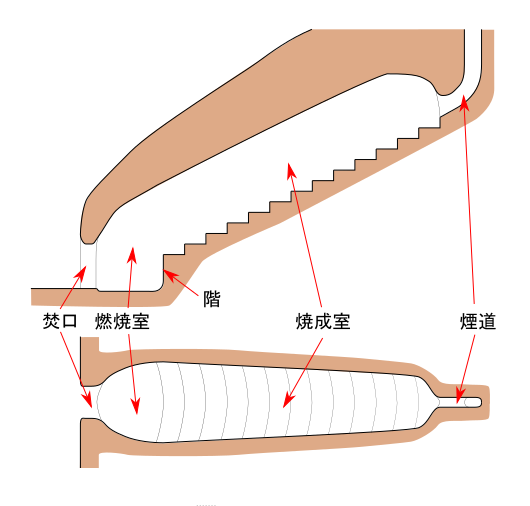
地下式有階有段登窯

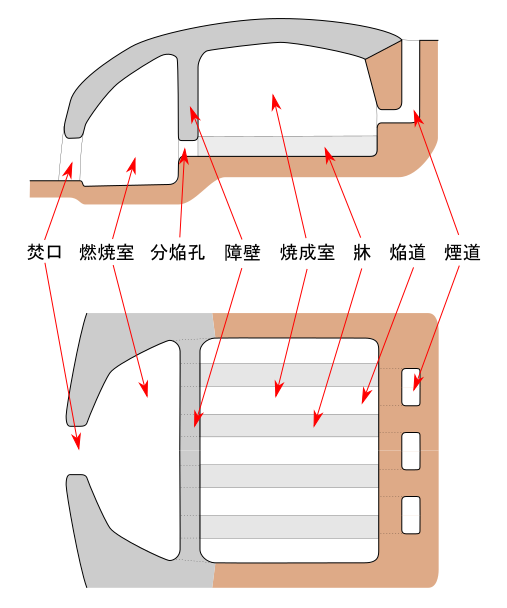
有牀式平窯

瓦の窯は大きく分けると登窯と平窯がある。また構造的には地山をトンネル状にくり抜いた地下式と、地面を掘りくぼめて粘土で天井を架構した半地下式とに分けられる。6世紀に百済から伝わったのは地下式登窯であったが、7世紀末の藤原宮造営期に半地下式平窯が登場する。しかし急激に移り変わるわけではなく、両者が並存し使用された期間も長かった。8世紀後半に有牀式平窯が登場すると中世まで主流となる。窯の構造は大きく分類すると燃料を入れる為の焚口、燃料が燃える燃焼室、製品を焼成するための焼成室、燃焼ガスを排出する煙道に分けられる。
登窯は焼成室の床に勾配がある窯で、窖窯（あながま）ともいう。造瓦技術と共に伝わった最初の瓦窯は地下式有階有段登窯と呼ばれるタイプである。須恵器窯と異なり燃焼室と焼成室の間に「階」と呼ばれる段差を設けて室を区分している。また焼成室の床は階段状になっている。また徐々に温度を上げる須恵器窯に対し、瓦窯は時間短縮のために急激に温度を上げるために燃焼室の勾配が急で、30度から40度である。焼成室の幅は奥に行くほど狭まっていて煙突効果を利用して効率よく窯内に熱を送る様になっている。また、近世になると釉薬瓦を生産する瀬戸美濃系では、陶磁器用の連房式登窯でも生産されるようになる。
平窯は焼成室の床が水平である窯である。藤原宮の造瓦を行った日高山瓦窯が最古のものとされる。これを改良した平窯が有牀式平窯である。特徴は焼成室に瓦を置くために牀（しょう）と呼ばれる台を数列設けている事である。牀の両脇の溝が焔道となり燃焼室で生じた高温の燃焼ガスを流すことで効率よく製品周囲の温度を上げる。燃焼室と焼成室の間には段と障壁があり、障壁に設けた分焔孔から焔道に燃焼ガスが吹きだすようになっている。また近世には焚口を両端に有する達磨窯が出現した。
なお、史跡などで「○○窯跡」などと称されることがあるが、それらは作業場や灰原（廃棄場所）を含む窯を中心とした工房跡であることが多い。そのような造瓦工房は歴史的には「造瓦所」「瓦屋」などと呼ばれた。隼上り瓦窯跡、赤保木瓦窯跡、瓦谷戸窯跡、天狗沢瓦窯跡、万富東大寺瓦窯跡、伊良湖東大寺瓦窯跡などがある。

## 瓦工集団の変遷
瓦工とは瓦生産に従事した職人の事である。長い歴史のなかでは瓦上長工、瓦大工、瓦師、瓦長などとも呼ばれたが、本記事では瓦工で統一する。
7世紀前半までは複数の瓦工集団が窯を共有して継続して操業を行い、窯は瓦陶兼業であったと考えられる。また瓦の生産地と供給地が離れている例が少なくない。こうした特徴は瓦工の人数が少なかったことを示すと考えられる。7世紀後半には地方寺院の建立が始まると瓦工集団は需要に答える形で移動し、近隣の瓦窯で生産が行われたと考えられる。藤原宮の造営で需要が急増すると地方の瓦工組織にその生産を担わせるようになる。藤原宮の瓦は讃岐国、淡路国、近江国から供給された。
8～9世紀に至ると官窯体制が整い、地産地消が行われた。宮都を担当した役所が管轄する官営の工房（中央官衙系瓦屋）、南都の大寺院が自給を行うための造寺司の管理下の工房（南都寺院系瓦屋）、国衙が管理し国分寺や国衙で使用する瓦を供給していた工房（国衙系瓦屋）がある。国衙系はそれ以前に地方寺院の建立に携わっていた瓦工が中心となったこともあったが、中央官衙系から派遣された瓦工によって再編されたとされる。こうした工房の間で人的移動を含む交流があったことは瓦当文様や一枚作りなどの制作方法の伝播によって想定されるが、これを中央から地方へ瓦工が出張したとみるか、中央での労役を終えた地方の瓦工が地元に戻ったとみるかは説が分かれている。なお『正倉院文書』などによると、この頃の瓦工は瓦作工、瓦焼工、瓦葺工などに分業化されていた。
律令制が崩壊する平安時代後期には、再び遠隔地から瓦が供給されるようになる。特に和泉産の瓦は山城国や鎌倉に多く搬出された。12世紀中頃に陸奥国平泉の奥州藤原氏が山城国の瓦工を招聘した例などを先鞭に中世では中央官衙系、南都寺院系の瓦工が地方に出張して造瓦する例が現れる。かれらは自営独立した世襲制の専業職人集団で、生業として移動したと考えられ、古代の瓦工が政治的関係で移動したのと本質的には異なるとされる。また、中世の瓦工たちは自らの技量を誇るように名を瓦銘に残した。もっとも有名なのが14～16世紀に畿内で活躍した橘一族で、橘正重や国重、吉重を輩出している。
織豊期に城郭で瓦が用いられるようになると瓦の需要が急増し、これを供給するために大名が瓦工集団を抱えるようになる。坂本城や勝龍寺城などの織田信長家臣団の居城では同笵瓦が確認されており、信長直属の瓦工集団がいたと考えられる。豊臣政権の築城では大名に普請を分担させるようになるが、瓦工集団も大規模な編成が行われ、瓦御大工と呼ぶ総責任者の元で異なる流派が協業したと考えられる。また江戸幕府の御用瓦師として有名な寺島家の由緒書には徳川家康の指示で各地で瓦を生産したと伝わっている。近世になると各城下町で瓦生産が行われるようになり地瓦が生まれる。各地に「瓦町」などの地名があるのはその名残である。

## 琉球の古瓦
琉球においてはグスク時代に瓦が登場したとされる。中世の琉球の瓦は高麗系瓦と大和系瓦に大別され、近世には明式系瓦も生産された。瓦の形状としては本瓦のほかにS字系瓦もある。沖縄では平瓦をミ―ガーラ（女瓦）、丸瓦をウーガーラ（男瓦）、軒平瓦をヒゲガワラ（髭瓦）、軒丸瓦をハナガワラ（花瓦）ともいう。
琉球最古の瓦は「癸酉年高麗瓦匠造」の銘文が型押しされた高麗系瓦とされており、高麗の瓦工によって作成されたともの考えられている。癸酉年については、1153年説、1273年説、1333年説がある。瓦の出土は浦添市と那覇市に集中している。高麗系瓦は浦添城、大和系瓦は勝連城、崎山御嶽を中心に影響がみられ、それらの分布などからグスク時代後半の政治・経済状況が推測できるとする説もある。15世紀に琉球王国が統一を果たすと、およそ2世紀にわたり瓦生産は途絶えたとされる。高麗系瓦の特徴は軒丸瓦の瓦当文様に鰹節状花弁やY字型花弁を有する蓮華文が用いられ、軒平瓦の瓦当文様は蓮華に唐草を巻き付けたような文様がある。大和系瓦の特徴は軒丸瓦の瓦当には巴文、軒平瓦の瓦当には唐草文を用いて、製作技術として一枚作りの影響がみられる。
前述のように琉球の瓦生産は約2世紀にわたり中断して製作技術も断絶するが、その理由は定かではない。また『成宗実録』（1477年）に記載された朝鮮半島から琉球に漂流した人物の記録に「数が少ないものの中国人居住区などに瓦屋根がある」と記されている事や、14世紀末～15世紀中頃に製作されたと考えられる浦添ようどれで発見された石厨子に瓦を模したレリーフがあることなどから、完全に失われてはいなかったとする説もある。

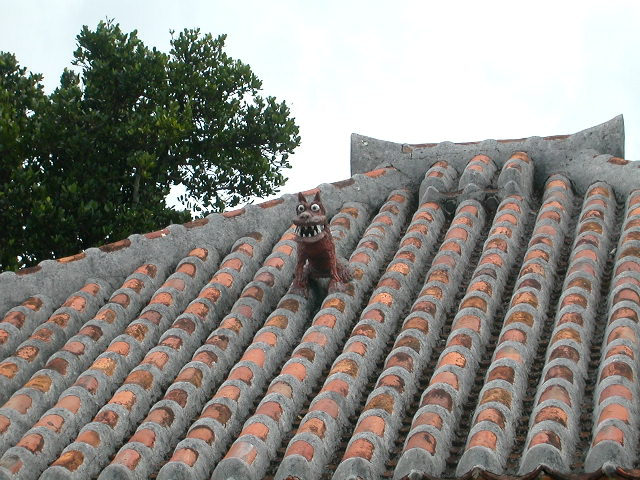
島瓦

明式系瓦はいわゆる島瓦のルーツと考えられる瓦で、その製法が明代の『天工開物』に記載された造瓦法と酷似することが名称の由来である。『琉球国由来記』と『球陽』には尚永王の代に中国からの渡来人の渡嘉敷三郎が真玉橋で造瓦を始めたと記されており、明式系瓦の製作は16世紀中ごろに始まったと考えられる。17世紀後半には知花、宝口、湧田にあった瓦窯が壺屋窯に統合され、当初は灰色瓦であった瓦が18世紀前後に赤色瓦に変化していく。このような赤瓦は焼成時に窯を密封せず酸化焼成を行うことで生まれる。なお湧田窯跡は平窯で中国式の半倒焔式馬蹄窯とされる。明式系瓦は瓦当は滴水瓦で牡丹文様が多く、瓦と瓦の隙間に漆喰を塗るカーラムチ（瓦餅）も特徴の一つである。こうした瓦も一般建造物への使用は厳しく制限されたことが記録に残されており、瓦葺が一般に普及するのは1889年以降とされる。ただし17世紀頃には蔵を瓦葺にするように指示する記録もある。

また宮古島でも1740年に瓦窯ができた記録があり、宮古式瓦の製作が始まったとされる。宮古式瓦は平瓦の凸面にヘラで画いた文様があることが特徴だが、理由は定かではない。瓦当文様は意匠化された牡丹文様である。石垣島では、1695年に瓦窯ができた記録がある。瓦当文様はかなり意匠化された牡丹文様で、幾何学模様のようにも見えることがある。